# De zaak IJsbreker
De zaak IJsbreker is het elfde boek uit de reeks Grijpstra en De Gier, geschreven door Janwillem van de Wetering.
Het is in 1985 uitgegeven door Bruna

## Verhaal
Een Amsterdamse nacht met donder en bliksem. Een bankier sterft in een grachtenpand. Twee kogels in één hoofd. Vuurde de zelfmoordenaar opnieuw?
De ontrafeling van de zaak wordt bemoeilijkt door een chaos van hoge-heren-belangen, waarin autoriteiten en verdachten eensgezind de opsporing belemmeren.
De gewelddadigheid neemt toe en de stelling van de commissaris dat als goed en kwaad gelijk in kracht zijn, het goede toch zal winnen, wordt uiteindelijk bewezen, zij het op het nippertje.